# Ахмедкентский сельсовет
Ахмедкентский cельсовет  — административно-территориальная единица и муниципальное образование со статусом сельского поселения в Кайтагском районе Дагестана Российской Федерации.
Административный центр — село Ахмедкент.

## Население
| 2002  | 2010  | 2012  | 2013  | 2014  | 2015  | 2016  |
| ----- | ----- | ----- | ----- | ----- | ----- | ----- |
| 1338  | ↗1703 | ↗1722 | ↗1723 | ↗1727 | ↗1735 | →1735 |
| 2017  | 2018  | 2019  | 2020  | 2021  | 2023  | 2024  |
| ↘1724 | ↗1747 | ↘1726 | ↘1702 | ↘1490 | ↘1476 | ↘1466 |
| 2025  |       |       |       |       |       |       |
| ↗1477 |       |       |       |       |       |       |

## Состав
| № | Населённый пункт | Тип населённого пункта       | Население |
| - | ---------------- | ---------------------------- | --------- |
| 1 | Ахмедкент        | село, административный центр | ↗1026     |
| 2 | Иричи            | село                         | ↘2        |
| 3 | Сурхачи          | село                         | ↘451      |
| 4 | Чахдикна         | село                         | ↘11       |